# فجر ليبيا
فجر ليبيا هو تحالف مجموعة ميليشيات إسلامية في ليبيا تضم ميليشيات بينها درع ليبيا الوسطى، غرفة ثوار ليبيا في طرابلس وميليشيات تنحدر أساساً من مناطق مصراته إضافة لميليشيات من غريان والزاوية وصبراته. يرى العديد ارتباطاً لها بجماعة الإخوان المسلمين في ليبيا.
بدأت هجوماً في 13 يوليو 2014 بهدف الاستيلاء على مطار طرابلس الدولي وعدد من المعسكرات في المناطق المجاورة له الذي تقوم قوات تابعة للجيش الليبي (أغلب منتسبيها من منطقة الزنتان) بإدارته وتأمينه منذ (تحرير طرابلس) في 2011.
فيما حازت ميليشيا فجر ليبيا على تأييد من بعض أعضاء المؤتمر الوطني العام المنتهية ولايتهم ومنهم رئيسه نوري أبو سهمين والمفتي المعزول من مجلس النواب الليبي الصادق الغرياني وكذلك تأييد في بعض المناطق خصوصاً في مصراته بغرب ليبيا، إلا أن هذا الهجوم حاز على رفض من قبل العديد من المواطنين في طرابلس وكذلك استنكار ورفض من قبل الحكومة الليبية ومجلس النواب الليبي المنتخب حديثاً.

## أضرار مادية
تسبّب الهجوم في أضرار مادية كبيرة في الممتلكات العامة والخاصة بينها تضرر خزانات الوقود الرئيسية في طريق المطار بطرابلس والتابعة شركة البريقة لتسويق النفط ما أدّى لتضرر عدد من الخزانات واحتراقها لعدة أيام. كما تضررت عدة مباني وإتلاف عدد من الطائرات المدنية الرابضة في مطار طرابلس والتابعة لشركات الليبية والأفريقية والبراق وأيضا حرق المبنى الرئيسي بمطار طرابلس الدولي بالكامل. كما تسبب القصف الذي استخدمت به صواريخ متوسطة وقصيرة المدى في أضرار بعدة مباني ومنشآت في المناطق المحيطة بالمطار كذلك وقع عدد من القتلى الجرحى والإصابات من الطرفين. [بحاجة لمصدر]

## السيطرة على طرابلس ومطارها
في 24 أغسطس 2014 وبعد قُرابة الشهر على بدأ هجومها على مناطق في طرابلس قامت بالهجوم على مطار طرابلس إثر انسحاب قوات الزنتان من المطار حيث أظهرت الصور دماراً هائلاً لحق بالمطار الرئيسي في طرابلس، وكذلك قامت قوات فجر ليبيا بإشعال النيران في مبنى الصالة الرئيسية بالمطار.

## اقتحام قنوات تلفزيونية
في 24 أغسطس هاجمت قوات من ميليشيا فجر ليبيا قناة العاصمة التلفزيونية الخاصة في طرابلس وقامت بالعبث بمحتوياتها واتلافها حيث أعلنت ادراة القناة أنها فقدت الاتصال والبث من مقرها في طرابلس. كما تم تهديد العاملين بالقناة واحراق منزل مالكها. [بحاجة لمصدر]
كذلك طلبت الحكومة الليبية المؤقتة من القمر الصناعي المصري نايل سات وقف بث قناتي ليبيا الوطنية وليبيا الرسمية المملوكتين للدولة الليبية على القمر الصناعي بعد اقتحام مقرهما من قبل محسوبين على فجر ليبيا وبث خطب تحريضية مؤيدة لفجر ليبيا من خلالهما.

## الهجوم على المرافئ النفطية
في 25 ديسمبر 2014 قُتل 19 جنديا ليبيا وهم 14 من حراس محطة الكهرباء البخارية غربي سرت والتابعين لكتيبة (الجالط) 136 مشاة التابعة للجيش في هجوم شنّته ميليشيات فجر ليبيا التي تضم مقاتلين من أنصار الشريعة على الكتيبة التابعة للجيش الليبي في مدينة سرت التي يتمركز فيها إسلاميون استعدادا لمهاجمة ما يُعرف بمنطقة «الهلال النفطي» شرقي البلاد، كما قُتل أربعة جنود آخرين من هذه الكتيبة بعد اشتباكات دارت مع ميليشيات فجر ليبيا بسبب هذا الهجوم.
فيما استُهدف خزان للنفط في مرفأ السدرة النفطي بقذيفة صاروخية من قِبَل قوات فجر ليبيا تسبّبت باشتعال النيران به ما تسبّب في انصهاره وامتداد النيران إلى خزانات نفط مجاورة وذكر مسؤول حينها في شركة الواحة النفطية «أن الحريق خرج عن السيطرة بعد أن انفجر وانصهر جسمه وسالت منه الحمم النفطية المشتعلة لتنتشر في محيط الخزانات ال19 التي تحوي 6.2 ملايين برميل من النفط الخام».
وفي 2 يناير أعلنت القوات الحكومية الليبية السيطرة وإطفاء الحريق الذي دمّر 7 خزانات للنفط الخام في المنطقة من أصل 19 خزاناً.

## تصنيف كمجموعة إرهابية
في 25 أغسطس أدان مجلس النواب الليبي في بيان له أعمال الحرب والإرهاب التي تشنّها الجماعات المهاجمة لمدينة طرابلس والمحاربة في مدينة بنغازي، مؤكدا على أنه سيسعى بكل ما في وسعه من جهد وإمكانات لإنهاء هذه الحرب بأسرع وقت ممكن. كما أعلن المجلس كلاً من جماعة فجر ليبيا وجماعة أنصار الشريعة أعلنهما (جماعات إرهابية خارجة عن القانون ومحاربة لشرعية الدولة)، ومن ثم فهي (هدف مشروع لقوات الجيش الوطني الليبي، نؤيده بكل قوة لمواصلة حربها حتى إجبارها على إنهاء أعمال القتال، وتسليم أسلحتها).
كما أكد المجلس بأن (الحرب الدائرة الآن في البلاد هي حرب بين الدولة الليبية ومؤسساتها الشرعية، يقودها أبناؤنا من جنود وضباط الجيش ضد جماعات إرهابية خارجة عن القانون والشرعية).
في 6 فبراير 2015 أصدرت حكومات فرنسا، ألمانيا، الولايات المتحدة، إسبانيا، بريطانيا وإيطاليا بياناً مشتركاً تُدين من خلاله «أشكال العنف في ليبيا منها هجوم قوات الشروق التابعة لفجر ليبيا على منطقة الهلال النفطي». وأضاف البيان «أن المستفيد الوحيد من هذه الأعمال هم الإرهابيون معبرين عن القلق من تنامي وجود المجموعات الإرهابية في ليبيا».